# Estació polar Zebra
 Estació polar Zebra  (Ice Station Zebra) és una pel·lícula estatunidenca dirigida per John Sturges el 1968. Ha estat doblada al català.

## Argument
El comandant d'un submarí atòmic americà, James Ferraday, rep l'ordre dels serveis secrets de marxar a l'Antàrtida amb un soviètic passat a l'Oest, Boris Vasselov i l'oficial americà Leslie Anders. Han d'anar a Zebra, una base polar britànica. La seva missió consisteix a recuperar una càmera secreta i les seves pel·lícules. En el transcurs de la missió, tenen lloc nombrosos sabotatges que posen en perill el submarí i tota la seva tripulació. Aparell i tripulació són salvats in extremis, amb el preu de pèrdues en vides humanes.
Qui és el traïdor a bord, atès que aquest és disposat a sacrificar la seva vida per permetre l'èxit de la seva missió de destrucció del submarí ? 

## Repartiment
- Rock Hudson: James Ferraday
- Ernest Borgnine: Boris Vaslov
- Patrick McGoohan: David Jones
- Jim Brown: El capità Leslie Anders
- Tony Bill: El tinent Russel Walker
- Lloyd Nolan: Garvey
- Gerarld S.O'Loughlin: El tinent Bob Raebum
- Alf Kjellin: El coronel Ostrovsky
- Murray Rose: El tinent Georges Mills

## Crítica
Fora del seu habitual gènere del western, John Sturges va conrear amb certa solidesa pel·lícules bèl·liques amb bons repartiments, com La gran evasió o Ha arribat l'àguila. Zebra és una estació meteorològica del pol Nord a la que dirigeixen un submarí atòmic nord-americà i una expedició soviètica, a la recerca d'una càpsula espacial que conté informació militar. Escenes d'acció en paisatges gelats en una pel·lícula típica de guerra freda. Basat en una novel·la d'Alistair McLean.